# 1984年のNBAドラフト
1984年のNBAドラフトは、1984年度のNBAドラフト。1984年6月19日、アメリカ合衆国で開催された。10巡まで228人が指名された。現在でも "史上最高のNBAドラフト" の呼び名の高いドラフト会議である。

## 概観
1984年のNBAドラフトは史上最高の当たり年と呼ばれており、この年のドラフトで指名されたアキーム・オラジュワン、マイケル・ジョーダン、チャールズ・バークレー、ジョン・ストックトンの4人が、その後NBAの偉大な50人に選ばれている。前述の4人合計で7回MVPに、また延べ23回オールNBAファーストチームに、延べ45回NBAオールスターゲームに選出された。
オーティス・ソープ、ケビン・ウィリス、マイケル・ケイジ、 サム・パーキンス、アルヴィン・ロバートソンなど、多くのスタープレイヤーもこの年に指名されている。また、陸上競技のスーパースターであるカール・ルイスがシカゴ・ブルズから全体208位で指名されたのもこの年である。(ルイスは、NFLのドラフトでも指名されたが、どちらのチームにも加入はしなかった。)

## ドラフト指名
| PG | ポイントガード | SG | シューティングガード | SF | スモールフォワード | PF | パワーフォワード | C | センター |

| * | バスケットボール殿堂入り      |
| ^ | 現役プレーヤー                |
| S | NBAオールスター               |
| A | オールNBAチーム               |
| R | NBAオールルーキーチーム       |
| D | NBAオールディフェンシブチーム |
| C | NBAチャンピオン               |
| F | ファイナルMVP                 |
| # | NBAでのプレー経験なし         |
| M | シーズンMVP                   |

## 1巡目
| 指名順 | 選手名                        | 経歴            | 国籍           | 指名チーム                                                                       | 出身校など         |
| ------ | ----------------------------- | --------------- | -------------- | -------------------------------------------------------------------------------- | ------------------ |
| 1      | アキーム・オラジュワン (C)    | * S A R D C F M | ナイジェリア   | ヒューストン・ロケッツ                                                           | ヒューストン       |
| 2      | サム・ブーイ (C)              | R               | アメリカ合衆国 | ポートランド・トレイルブレイザーズ（元はインディアナの指名権）                   | ケンタッキー       |
| 3      | マイケル・ジョーダン (SF/SG)  | * S A R D C F M | アメリカ合衆国 | シカゴ・ブルズ                                                                   | ノースカロライナ   |
| 4      | サム・パーキンス (PF/C)       |                 | アメリカ合衆国 | ダラス・マーベリックス（元はクリーブランドの指名権）                             | ノースカロライナ   |
| 5      | チャールズ・バークレー (PF)   | * S A R M       | アメリカ合衆国 | フィラデルフィア・セブンティシクサーズ（元はロサンゼルス・クリッパーズの指名権） | オーバーン         |
| 6      | メルビン・ターピン (C)        |                 | アメリカ合衆国 | ワシントン・ブレッツ                                                             | ケンタッキー       |
| 7      | アルヴィン・ロバートソン (SG) | S A             | アメリカ合衆国 | サンアントニオ・スパーズ                                                         | アーカンソー       |
| 8      | ランカスター・ゴードン (SG)   |                 | アメリカ合衆国 | ロサンゼルス・クリッパーズ（元はゴールデンステートの指名権）                     | ルイビル           |
| 9      | オーティス・ソープ (PF)       | S               | アメリカ合衆国 | カンザスシティ・キングス                                                         | プロヴィデンス     |
| 10     | レオン・ウッド (SG)           |                 | アメリカ合衆国 | フィラデルフィア・セブンティシクサーズ（元はデンバーの指名権）                   | カリフォルニア州立 |
| 11     | ケビン・ウィリス (PF/C)       | S A             | アメリカ合衆国 | アトランタ・ホークス                                                             | ミシガン州立       |
| 12     | ティム・マコーミック          |                 | アメリカ合衆国 | クリーブランド・キャバリアーズ (*)                                               | ミシガン           |
| 13     | ジェイ・ハンフリーズ          |                 | アメリカ合衆国 | フェニックス・サンズ                                                             | コロラド           |
| 14     | マイケル・ケイジ (PF)         |                 | アメリカ合衆国 | ロサンゼルス・クリッパーズ（元はシアトルの指名権）                               | サンディエゴ州立   |
| 15     | テレンス・スタンズベリー (SG) |                 | アメリカ合衆国 | ダラス・マーベリックス                                                           | テンプル           |
| 16     | ジョン・ストックトン (PG)     | * S A D         | アメリカ合衆国 | ユタ・ジャズ                                                                     | ゴンザガ           |
| 17     | ジェフ・ターナー (PF)         |                 | アメリカ合衆国 | ニュージャージー・ネッツ                                                         | バンダービルト     |
| 18     | バーン・フレミング (SF/SG)    |                 | アメリカ合衆国 | インディアナ・ペイサーズ（元はニューヨークの指名権）                             | ジョージア         |
| 19     | バーナード・トンプソン        |                 | アメリカ合衆国 | ポートランド・トレイルブレイザーズ                                               | カリフォルニア州立 |
| 20     | トニー・キャンベル            |                 | アメリカ合衆国 | デトロイト・ピストンズ                                                           | オハイオ州立       |
| 21     | ケニー・フィールズ            |                 | アメリカ合衆国 | ミルウォーキー・バックス                                                         | UCLA               |
| 22     | トム・セウェル                |                 | アメリカ合衆国 | フィラデルフィア・セブンティシクサーズ                                           | ラマー             |
| 23     | アール・ジョーンズ (C)        |                 | アメリカ合衆国 | ロサンゼルス・レイカーズ                                                         | コロンビア特別区   |
| 24     | マイケル・ヤング (PF)         |                 | アメリカ合衆国 | ボストン・セルティックス                                                         | ヒューストン       |

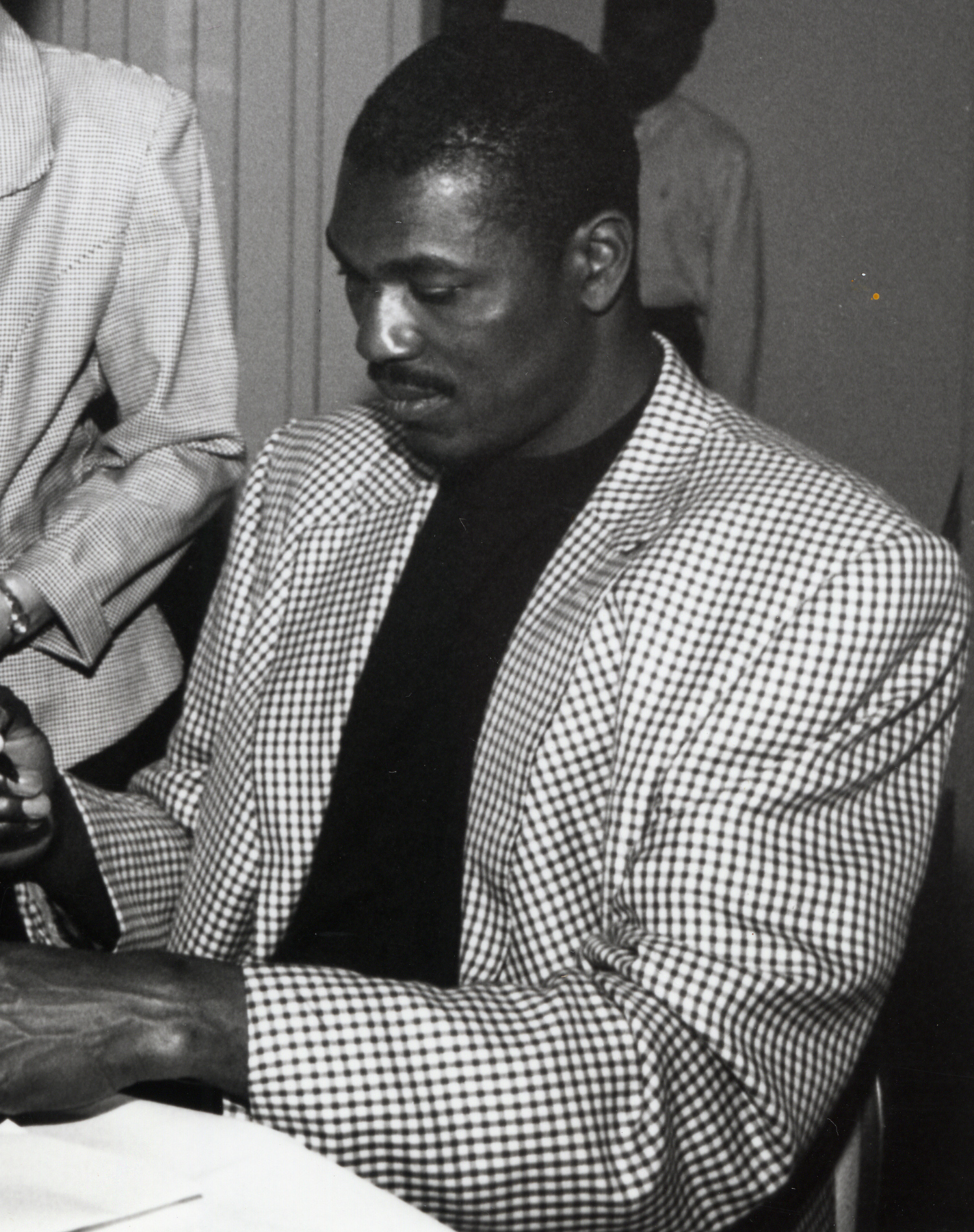
アキーム・オラジュワンは全体1位でヒューストン・ロケッツに指名された

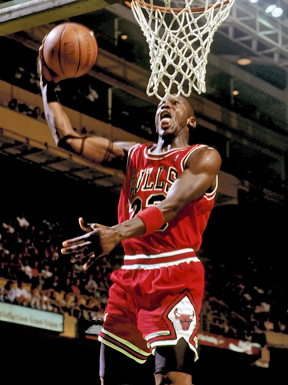
マイケル・ジョーダンは全体3位でシカゴ・ブルズに指名された

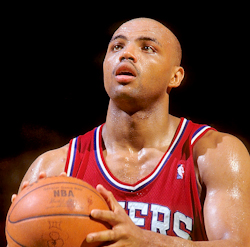
チャールズ・バークレーは全体5位でフィラデルフィア・76ersに指名された

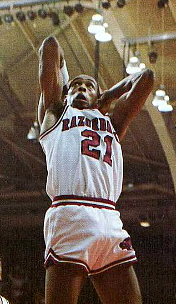
アルヴィン・ロバートソンは全体7位でサンアントニオ・スパーズに指名された

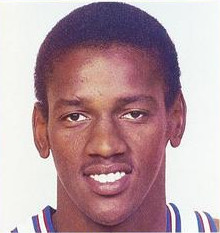
オーティス・ソープは全体9位でカンザスシティ・キングスに指名された

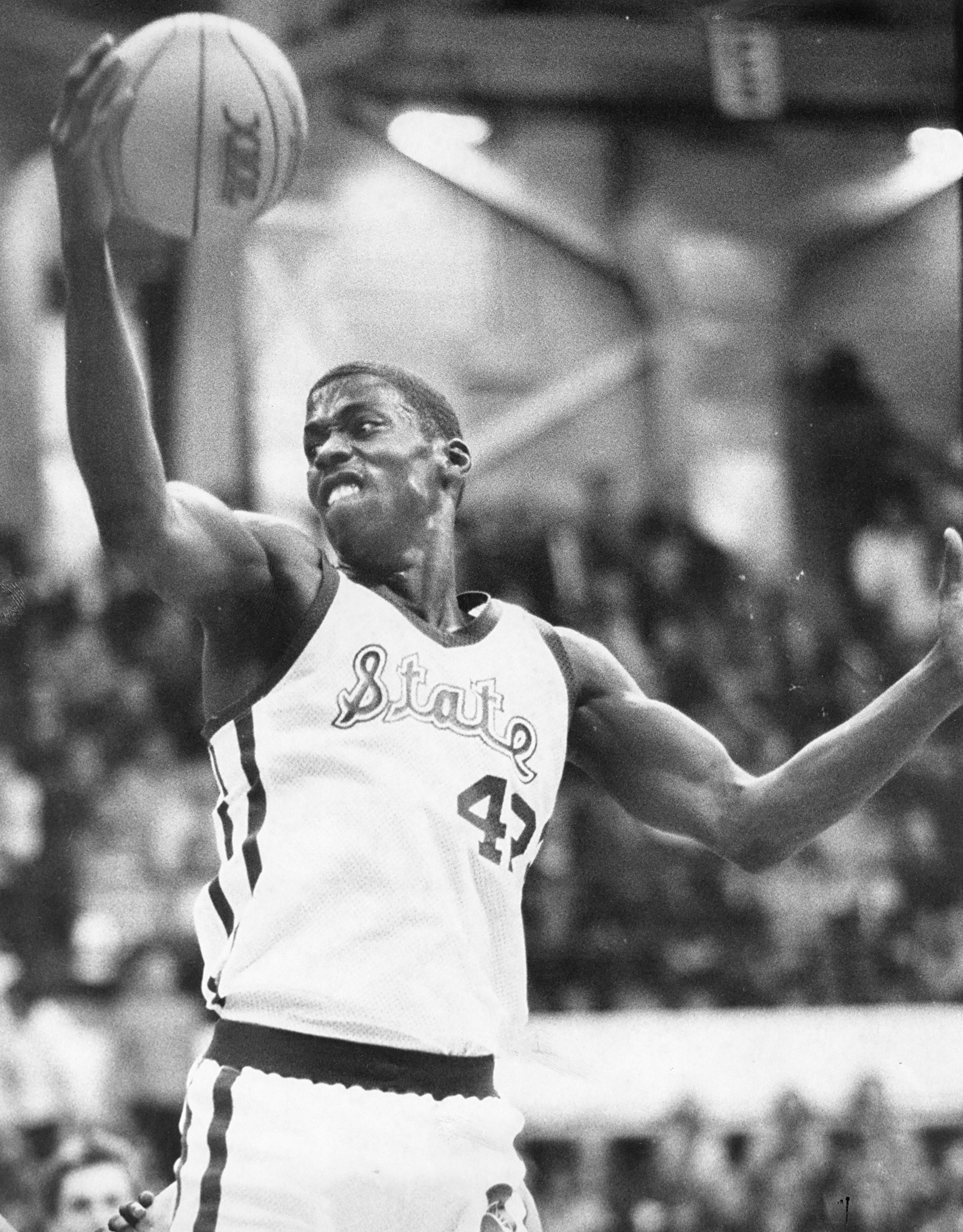
ケビン・ウィリスは全体11位でアトランタ・ホークスに指名された

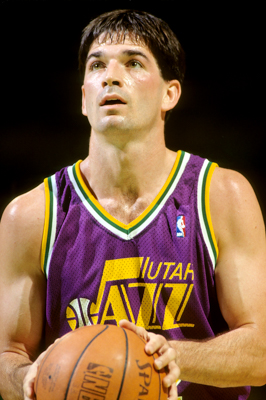
ジョン・ストックトンは全体16位でユタ・ジャズに指名された

(*) compensation for draft choices traded away by テッド・ステピエン

## 1巡目指名以外の主な選手

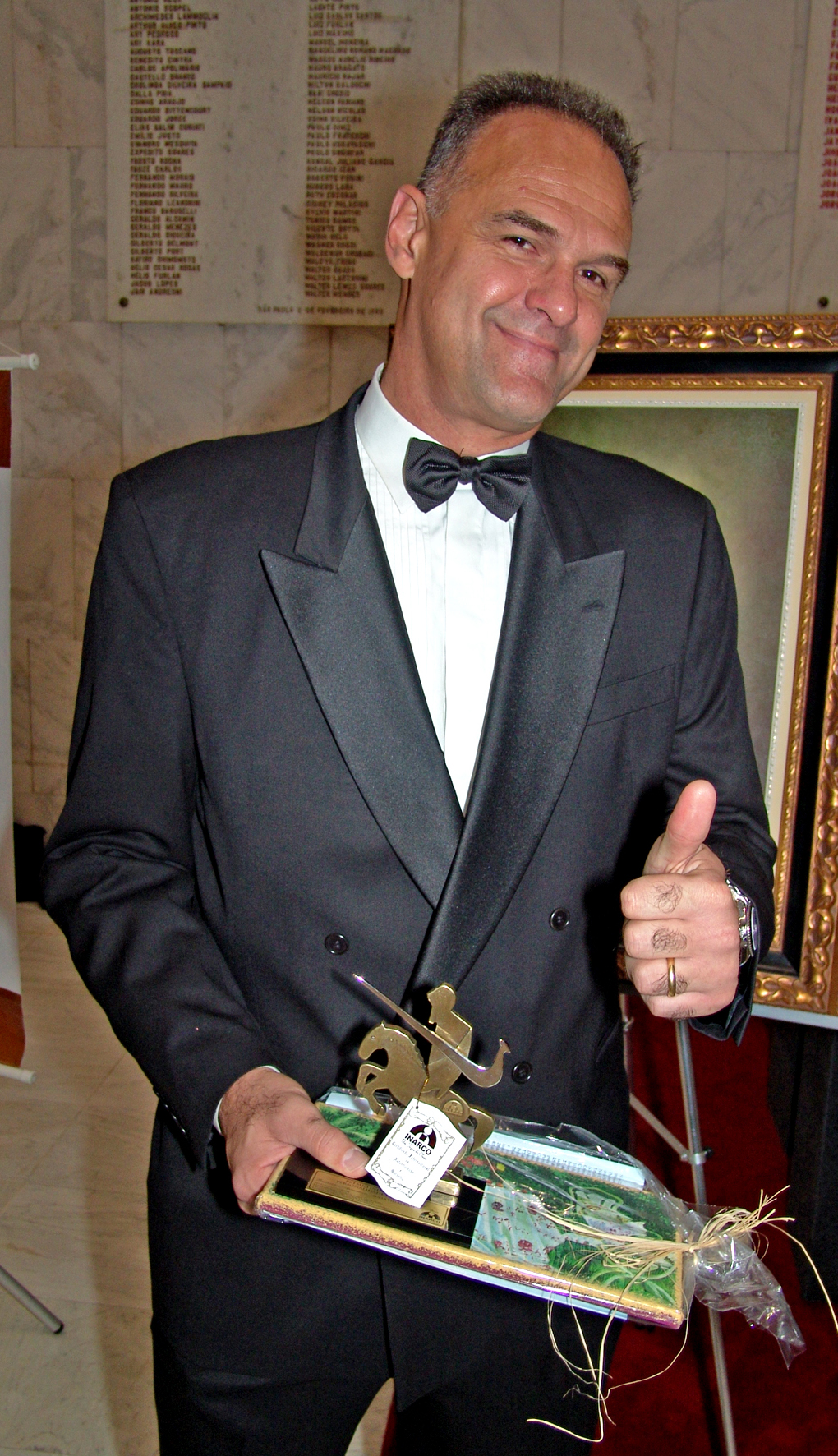
オスカー・シュミットは全体131位でニュージャージー・ネッツに指名された

| 指名順 | 選手名                       | 経歴 | 国籍           | 指名チーム                                                                 | 出身校など        |
| ------ | ---------------------------- | ---- | -------------- | -------------------------------------------------------------------------- | ----------------- |
| 27     | ロン・アンダーソン (SG/SF)   |      | アメリカ合衆国 | クリーブランド・キャバリアーズ                                             | フレズノ州立      |
| 46     | ジェローム・カーシー (SF)    |      | アメリカ合衆国 | ポートランド・トレイルブレイザーズ（元はロサンゼルス・レイカーズの指名権） | ロングウッド      |
| 70     | リック・カーライル (PG)      |      | アメリカ合衆国 | ボストン・セルティックス                                                   | ヴァージニア      |
| 131    | オスカー・シュミット (SF/PF) | *    | ブラジル       | ニュージャージー・ネッツ                                                   | カゼルタ(セリエA) |
| 208    | カール・ルイス               |      | アメリカ合衆国 | シカゴ・ブルズ                                                             | ヒューストン      |